# Kevin Lacombe
Kevin Lacombe (12 de julio de 1985 en Sainte-Foy, Quebec), es un ciclista canadiense que compite por el equipo SpiderTech powered by C10.
Debutó como profesional en 2007 en el equipo de su país Volkswagen-Trek, en donde estuvo hasta julio ya que fichó por el equipo estadounidense Kelly Benefit Strategies-Medifast. En octubre de ese año obtuvo su primera victoria internacional al ganar la 5.ª etapa de la Vuelta a Chihuahua.
En 2009 pasó al equipo canadiense Planet Energy y en febrero ganó 4 etapas de la Vuelta a Cuba

## Palmarés
2007
- 1 etapa de la Vuelta a Chihuahua

2008
- 1 etapa del Tour de Pensilvania

2009
- 4 etapas de la Vuelta a Cuba

2010
- 2 etapas de la Vuelta a Cuba
- Gran Premio de Marbriers

## Equipos
- Volkswagen-Trek (2007 hasta el 19/7)
- Kelly Benefit Strategies-Medifast (desde el 20/7/2007)
  - Kelly Benefit Strategies-Medifast (2008)
- Planet Energy (2009-2011)
  - Planet Energy (2009)
  - SpiderTech powered by Planet Energy (2010)
  - SpiderTech powered by C10 (2011)